# 西山隆行
西山 隆行 Nishi Nishiyama（にしやま たかゆき、1981年4月7日 - ）は、和歌山県海草郡紀美野町（旧野上町）出身のギタリスト。
フラット・ピックと指を併用したハイブリッド・ピッキングやギャロッピング奏法によるアコースティックギター1本でのインストゥルメンタルでの活動をメインとする。	Maton Guitarsやヤマハなどのデモンストレーターとして、あるいはアーティストのサポート＆レコーディング等でも活躍している。

## 活動
中学1年の時にエレキギターを購入し、独学でギターを始める。
高校時代はバンド活動を活発に行い、ライブハウスなどで演奏を行う。
高校卒業後に上京し、ギタリスト&ライターのいちむらまさきへ弟子入りをする。
当初はバンド活動を考えていたが、バンドブームがちょうど衰退し始めていた頃で、スタジオミュージシャンを目指す方向に転換する。
様々なアーティストのライブ・サポート活動をしながら、採譜の仕事をする中でトミー・エマニュエルの音楽と出会い、その音楽スタイルにはまる。
それからアコースティックギター・インストの活動を始める。トミーの奏法を研究するうちに、チェット・アトキンスにもたどり着き、ギャロッピング奏法やカントリー、ソロギターのコードフォームを覚える。
2005年12月上北沢のAPO音楽院でギター＆ウクレレ講師のキャリアをスタートする。
2007年7月、トミーの来日公演、Tommy Emmanuel Japan Tour 2007のオープニング・アクトを務める。
2008年5月、自主制作アルバム「Give us a smile」を発売。
2009年10月、再びトミーのTommy Emmanuel Japan Tour 2009で東京、札幌、横浜の3公演でオープニング・アクトを務める。
この時、トミーと会話をする中で「チェットのイベントにいつか出てみたい」と言ったところ、トミーから「NishiならいつでもOKだよ！」と言われ、すぐにイベントの会長を紹介してくれて、出演のオファーを受ける 。
2010年にこのチェットのイベント、CAAS 2010（Chet Atkins Appreciation Society、世界各地からフィンガーピッキング・ギタリストが集まる。テネシー州ナッシュビルで毎年開催）に日本人で初めて正式な出演者として演奏する。ナッシュビル訪問中にはトミーの車でチェットが眠るお墓も訪ねた。
2011年に音楽スタジオ「musictail studio」を設立。
2012年和歌山のシンガーソングライター宝子（たからこ）と地元和歌山の歌を歌う期間限定ユニット西宝山子（さいほうさんし）を結成し、ライブ収録アルバム「ことほぎわ」を発表した。
2012年は『毎月24日はにっしーの日Live』という企画で都内で毎月24日にライブを行った。また2013年からは同じく『毎月24日はにっしーの日Live』と称して、全国47都道府県を周り毎月24日にライブを行い、2016年に一巡した 。
2013年7月にニューヨークの老舗ライブハウスThe Bitter Endで初NYライブを行った。
2016年6月には台湾（台北）で初めてソロライブを開催し、その後毎年台湾でもライブを行っている。
2015年からゆずの楽曲でアコースティックギターのアレンジやギターレコーディングを担当しており、北川悠仁のソロライブ「DRESS CODE」にサポートギターとして出演している（2017～2019年）。
CAASでの出演は現地でも高い評価を得て、2010～2019年の10年連続出演している。またトミー・エマニュエルとの親交も深め、トミーが日本公演を行う際には西山がサポートをしている。
Nishi Nishiyamaというニックネームはトミーが冗談半分で名付けた呼び方だが、西山は海外で演奏する時はNishi Nishiyamaをアーティスト名としている。
ライブ活動以外には、オーストラリアのギターメーカーであるMaton Guitarsやヤマハのデモンストレーター、島村楽器主宰のアコースティックギターセミナーの講師としても活動している。
2018年にはMaton Guitarsとエンドースメントを結んだ。同年Maton社を訪問した際には、Matonを日本で広めている功績が認められ、カスタムモデルであるNishi Model Ver.2のギターをサプライズでプレゼントされた。
楽器としては、エレキギター・ウクレレも演奏する。
また音楽誌での執筆、採譜なども数多くこなしている。
2019年9月24日より和歌山放送のラジオ番組『ボックス』の中で「西山隆行 今日もギターと二人旅」というコーナーがスタートした。

## 作品

### アルバム
- 『Give us a smile』 （2008年、MTRC-001）
- 『ことほぎわ』（西宝山子 名義、2013年、BURA-2006）
- 『"Live Recordings" at Tanegashima Miharusou』 （2013年、CD-R）
- 『The Bootleg Songs』 （2013年、CD-R）
- 『Hybrid pickin' on the guitar』 （2015年、MTRC-002）
- 『Straight from my heart』 （2019年、MTRC-003）
- 『One & Single』 （2020年、MTRC-004）

### 著作
- 『初心者にもわかりやすい入門書　アコースティックギター入門』島村楽器、2020年3月1日。ISBN 978-4907241117。
- 『いちばんわかりやすい入門書　アコースティックギター入門』島村楽器、2013年2月1日。ISBN 978-4990581190。
- (共著)『アコースティック・ギター・マガジン 特撰講義録』リットーミュージック、2013年10月19日。ISBN 978-4845623167。
- 『究極のアコギ・トレーニング・バイブル』リットーミュージック、2017年2月24日。ISBN 978-4845623129。

『アコースティックギター・マガジン』、『ウクレレ・マガジン』等で執筆や採譜などが多数ある。